# Allogalumna confluens
Allogalumna confluens är en kvalsterart som beskrevs av Balogh 1960. Allogalumna confluens ingår i släktet Allogalumna och familjen Galumnidae. Inga underarter finns listade i Catalogue of Life.